# Mésigny
Mésigny is een gemeente in het Franse departement Haute-Savoie (regio Auvergne-Rhône-Alpes) en telt 693 inwoners (2005). De plaats maakt deel uit van het arrondissement Annecy.

## Geografie
De oppervlakte van Mésigny bedraagt 6,7 km², de bevolkingsdichtheid is 103,4 inwoners per km².
De onderstaande kaart toont de ligging van Mésigny met de belangrijkste infrastructuur en aangrenzende gemeenten.

## Demografie
Onderstaande figuur toont het verloop van het inwonertal (bron: INSEE-tellingen).